# Le Bois des Malines
Le Bois des Malines est un roman de Jean Siccardi paru en 1999 aux Éditions Presses de la Cité.
Outre l'intrigue propre au roman, ce livre évoque particulièrement le métier de charbonnier, la fabrication du charbon de bois et les charbonnières.
Appelés Carbouniés dans l'ouvrage, les charbonniers sont aussi bûcherons (Bouscatiés) ou secondés par ces derniers.

## Composition du roman
22 chapitres + un glossaire de patois provençal d’une vingtaine de mots employés dans le livre.
Certains de ces mots complètent bien le métier de charbonnier ou de bucheron, comme Apia (hache), Bouca (trous d'aération sur la charbonnière) ou Deruscage (action d'écorcer).
Le bois des Malines, titre du roman, est le havre de paix d’Edmée Bonnefoy qui s'y rend avec son cheval nommé Flamand, elle et Réginel Oursan y font connaissance, et ce dernier s'y réfugie au moment de son évasion.

## Personnages principaux
- Gaspard Bonnefoy, propriétaire du domaine des Courtils, possède une exploitation de charbon de bois
- Adèle Bertier, épouse de Gaspard
- Edmée, fille de Gaspard et d’Adèle
- Joseph Constant, veuf, châtelain de Marestruc, juge de paix, propriétaire de transports et de terrains forestiers
- Thérèse Constant, épouse de Joseph, enterrée dans le jardin de la propriété familiale
- Félix Constant, fils de Joseph et Thérèse
- Nicomède Fourrous, garde chasse, régisseur de Joseph Constant
- Péou de Gamba, cocher, employé de Constant.
- Brancaléon, Verdura, Pépin, Gibassié et Tata (la bande à Nicomède et Félix)
- Réginel Oursan, propriétaire du Grand Collet
- Pedro Vittali, associé de Réginel
- Vito, cousin éloigné de Pedro, Giuseppe, Giorgio, Leon, Roberto (bouscatiés et carbouniés, bûcherons et charbonniers, employés de Réginel)
- Le commandant de gendarmerie, fait arrêter Réginel quand ce dernier vient l'informer de la mort de Vito
- Aun Gerbor, ancienne sœur dominicaine Catherine, sorcière au lieu-dit du château de l’Enfer
- Albert de Forville, médecin à Grasse
- Isabelle de Forville, fille du médecin de Grasse, confidente d’Edmée, cousine du nouveau sous-préfet de Grasse
- Gaétan de Forville, sous-préfet, cousin du docteur
- Madeleine Michelisa, sage-femme de Tourrettes, elle a mis au monde Réginel et Pedro, le même jour, presque à la même heure
- Emilien Lecout, maire de Saint Cézaire

## Résumé
A la fin du XIXe siècle, en 1893, du côté de Grasse, les familles Gaspard Bonnefoy et Joseph Constant, complices et amies depuis des générations, sont les plus importants propriétaires terriens de Saint-Cézaire.
Un certain Réginel Oursan, de Tourrettes veut posséder la forêt du Grand Collet, un terrain qui sépare leurs terres, mais cette acquisition peut nuire aux affaires des deux grands amis.
Aux enchères, bien que le juge de paix soit Joseph Constant lui-même et malgré un stratagème monté par son fils Félix, Réginel Oursan remporte les terres avec la complicité de son associé Pedro Vittali. Immédiatement après l'embauche de plusieurs équipes de piémontais (bouscatiés et carbouniés), les travaux pour la fabrication de charbons de bois commencent.
Entre temps, Félix demande la main de la fille de Gaspard Bonnefoy, Edmée, elle n’en veut pas, se fâche avec son père mais sa mère Adèle la soutient.
Joseph Constant apprend que l’entreprise de Réginel utilise son domaine privé pour ses transports de bois, il est fou de rage et réagit par de mauvais coups comme le blocage de sentiers.
Edmée et Réginel se rencontrent et tombent amoureux. Ils se donnent régulièrement rendez-vous dans le bois des Malines. Le ton monte chez les Constant.
Vito, le plus jeune des Piémontais, meurt dans un incendie causé par Péou de Gambas, un cocher employé des Constant.
Malheureusement, en allant informer les gendarmes de Grasse, Réginel se fait arrêter, soi-disant pour désertion lors de son appel sous les drapeaux plus de dix ans auparavant, un coup monté par Joseph Constant, mais Réginel parvient à s’échapper. Une chasse à l’homme est alors organisée par Nicomède, le bras droit des Constant. Edmée essaie de s'interposer mais elle est frappée par Félix et personne ne réagit, son père Gaspard la recueille et change alors radicalement d'opinion et de camp.
Réginel est griévement blessé dans le bois des Malines où il s'est réfugié. Tout le monde le croit mort mais il est soigné et sauvé par Aun Gerbor, une ancienne sœur dominicaine devenue sorcière, qui demeure aux environs.
Gaspard qui a entendu des coups de feu se précipite et aide Aun Gerbor en cachant Réginel dans une grotte. Puis, peu après, avec Edmée et Adèle, il l'amène chez le docteur Albert de Forville à Grasse, qui, informé des mésaventures de Réginel, en parle à son cousin, le sous-préfet Gaétan de Forville. 
Aun Gerbor, de son côté, se rend dans la forêt du Grand Collet pour prévenir l'équipe de Réginel qui s'organise pour parer les mauvais coups à venir de Joseph Constant.
Quand Nicomède apprend que Réginel n’est peut être pas mort, lui et sa bande vont retrouver Aun Gerbor, et la tuent en la jetant dans une charbonnière vivante.
Après l'intervention de Gaétan de Forville, les gendarmes viennent chercher la bande à Nicomède et Félix, arrêtée par les carbouniés, les bouscatiés et Gaspard. Réginel n’est plus poursuivi et Joseph Constant est retrouvé pendu au dessus de la tombe de sa femme.
La première production de charbon de bois du Grand Collet voit enfin le jour pour le plus grand bonheur d'Edmée et Réginel.

## Éditions
- Éditions Presses de la Cité, Paris, 1999, 269 p.  (ISBN 2-258-04897-4)[1]
- Éditions le Grand livre du mois, Paris, 2002, 269 p.  (ISBN 2-7028-7036-8)[2]